# Unione di Krewo

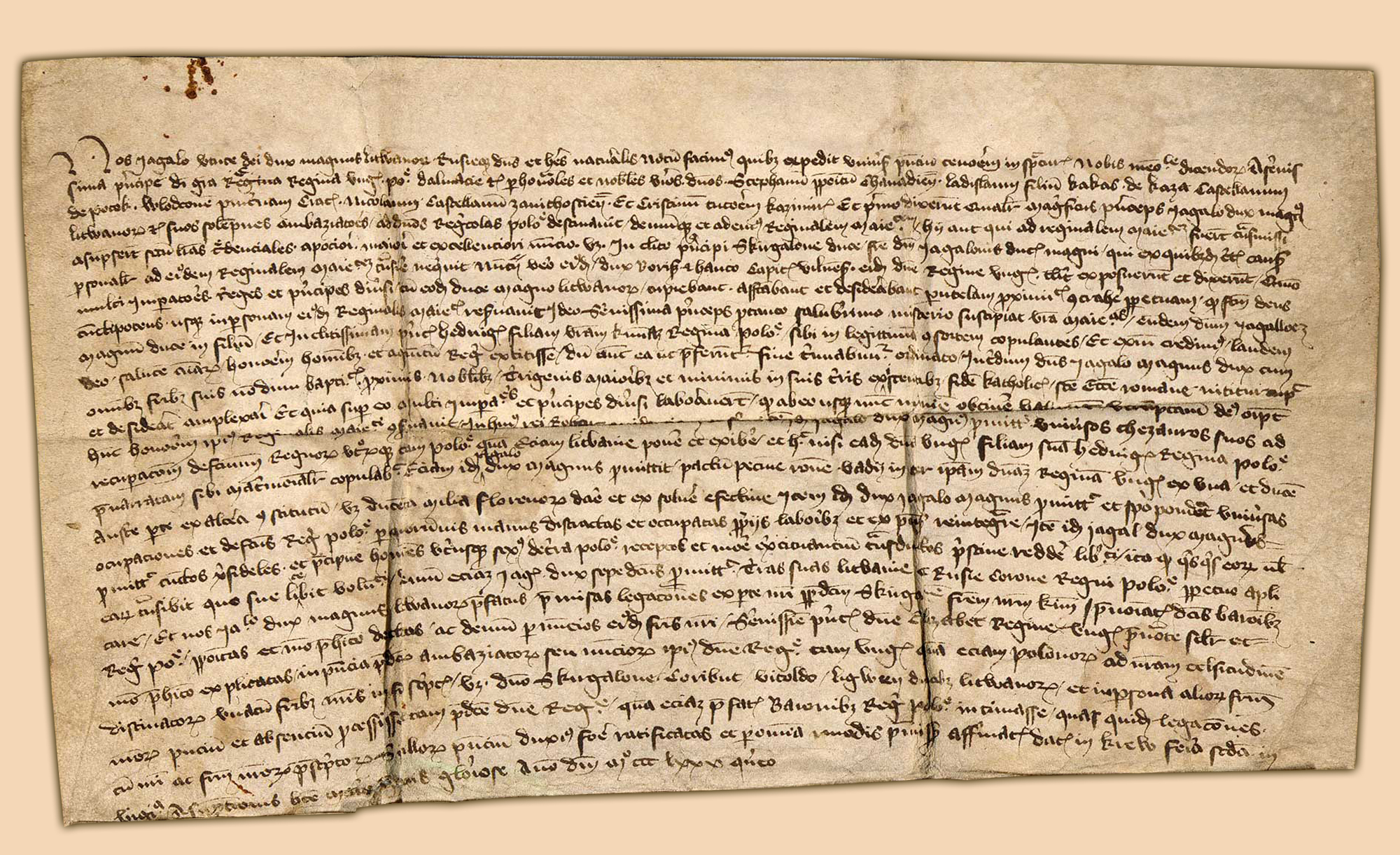
Il documento firmato a Krewo il 14 agosto 1385

L'Unione di Krewo (o Unione di Krėva) fu un accordo politico-dinastico in base al quale fu fondata l'Unione polacco-lituana. Il documento consiste in una serie di promesse fatte nel castello della città di Krewo (l'attuale Krėva) il 14 agosto 1385 dal granduca di Lituania Jogaila in riferimento al matrimonio con la regina Edvige di Polonia, unione personale che avrebbe portato all'inizio dell'alleanza polacco-lituana. 
In storiografia, l'unione di Krewo non identifica solo il documento, ma anche tutti gli eventi degli anni 1385-1386 nel loro insieme. Vengono compresi quindi la conversione di Jogaila al cattolicesimo, il matrimonio con Edvige, e l'incoronazione di Jogaila a Re di Polonia nel 1386. 
L'unione si rivelò un momento cruciale per la storia della Polonia e della Lituania: segnò l'inizio di un'alleanza che durò quattro secoli. Al 1569, l'unione polacco-lituana era diventata un nuovo, unico, stato, la Confederazione polacco-lituana, che durò fino alla terza spartizione della Polonia nel 1795.

## Contesto storico

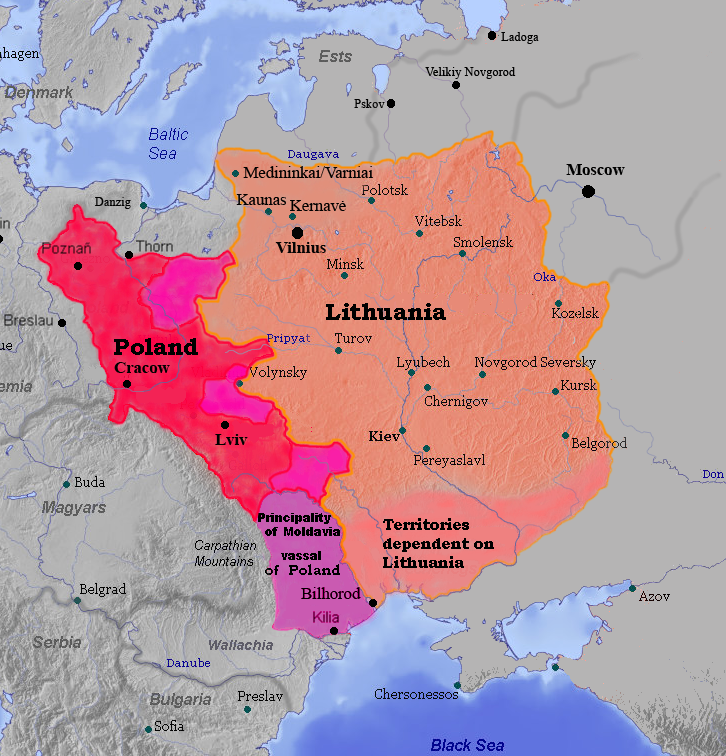
Polonia e Lituania nel 1387

### Situazione in Polonia
Luigi I di Ungheria morì il 10 settembre 1382. Dal momento che gli sopravvissero solo due figlie, Maria (nata nel 1371 circa) e Edvige (1373 circa), la Polonia entrò in una crisi di successione. I pretendenti al trono erano il fidanzato di Maria Sigismondo di Lussemburgo, Siemowit IV, Duca di Masovia e Ladislao II di Opole. Maria e il suo fidanzato erano rifiutati dai nobili polacchi, i quali non desideravano continuare un'unione personale con il Regno di Ungheria. Il conflitto tra i nobili polacchi portò a una breve guerra civile nella Grande Polonia. Alla fine, dopo lunghi negoziati con la madre di Edvige Elisabetta di Bosnia, reggente d'Ungheria, Edvige arrivò a Cracovia e fu incoronata Re di Polonia (non regina, per enfatizzare i suoi diritti al trono) il 15 ottobre 1384. La nuova monarca aveva ancora bisogno di un marito appropriato. Era promessa a Guglielmo d'Asburgo, che nell'estate 1385 viaggiò in Polonia nel tentativo di consumare il matrimonio e ripresentarsi a fatto compiuto. Riuscì a raggiungere Wawel, ma fu rimosso con la forza dai nobili polacchi. Non è chiaro se riuscì a finalizzare il matrimonio, ma fonti parziali austriache continuano ad accusare Edvige di bigamia. I nobili della Piccola Polonia, tra cui Spytek di Melsztyn, Jan di Tarnów, e Jan Tęczyński, proposero che Edvige sposasse Jogaila, l'allora granduca di Lituania.

### Situazione in Lituania
Il granduca Algirdas morì nel 1377 e lasciò il trono a suo figlio Jogaila, che ereditò quindi un grande stato, abitato da lituani pagani e ruteni ortodossi. Nel secolo precedente, i lituani si difesero dai Cavalieri teutonici un ordine religioso militare dedito alla conversione del Granducato al cattolicesimo. Jogaila comprese che la conversione era inevitabile e cercò la migliore opportunità per portarla a compimento. Tra le altre cose, il trattato di Dubysa del 1382 prevedeva la conversione di Jogaila entro quattro anni. Tuttavia, il trattato non fu mai ratificato. Inoltre, accettare la conversione da un nemico di vecchia data era pericoloso, impopolare e avrebbe potuto spingere la Lituania ad essere dipendente dai Cavalieri. Nel 1384, Jogaila esplorò un'altra opzione, presentata dal Granducato di Mosca e mediata da sua madre ortodossa Uliana di Tver': convertirsi all'ortodossia e sposare Sofia, figlia di Demetrio del Don. Tuttavia, agli occhi dei cattolici, l'ortodossia non era migliore del paganesimo e non avrebbe quindi protetto dagli attacchi teutonici. Una terza opzione, presentata dai nobili polacchi, evitava le principali insidie delle proposte teutoniche e moscovite.

## Trattato

### Negoziati

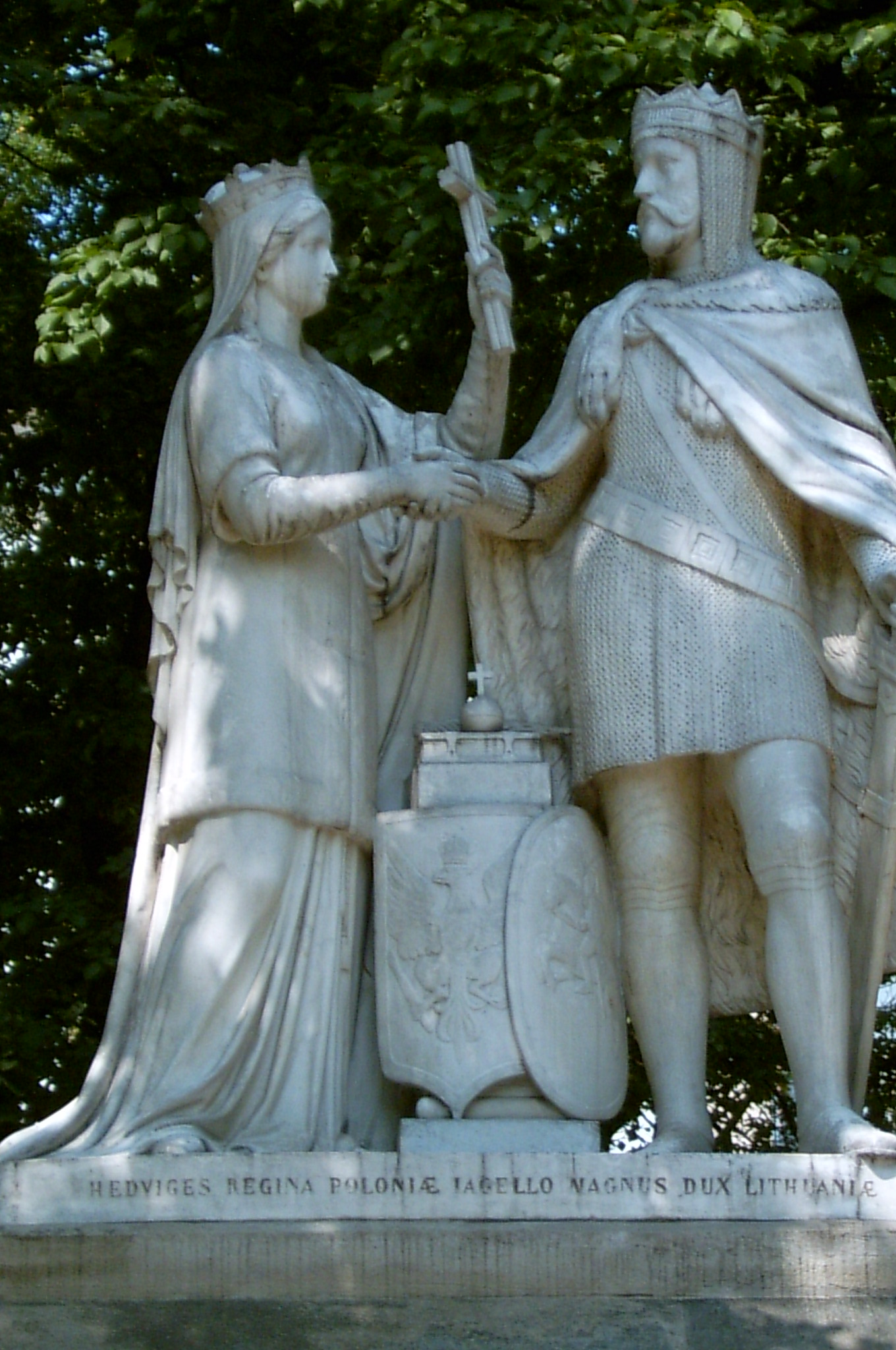
Monumento a Edvige e Jogaila a Cracovia

Le relazioni tra Polonia e Lituania non erano particolarmente amichevoli. I due stati erano alleati nel periodo dal 1325 al 1339, nel periodo in cui la zia di Jogaila, Aldona di Lituania, era regina di Polonia. Nonostante fossero stati in conflitto per decenni nelle guerre di Galizia-Volinia, videro l'opportunità di riottenere territori conquistati dall'Ungheria e considerarono i Cavalieri teutonici come il nemico comune. È ignoto da chi e quando fu proposto Jogaila come sposo di Edvige. Alcuni indizi portano a ritenere che i preparativi e i negoziati cominciarono già nel 1383. Per esempio, Jogaila attaccò Siemowit IV di Masovia quando avanzò la sua pretesa per il trono polacco. Al tempo che gli emissari lituani parteciparono all'incoronazione di Edvige nell'autunno 1384, la candidatura di Jogaila era ampiamente conosciuta.
A metà del 1385, Jogaila inviò in Polonia una delegazione ufficiale, costituita da suo fratello Skirgaila, il duca Boris (possibilmente suo cugino e figlio di Karijotas) e il mercante Hanul di Riga. Hanul aiutò Jogaila a riconquistare Vilnius durante la guerra civile lituana del 1381 e rappresentava gli interessi dei mercanti, i quali vedevano grandi potenzialità di commercio tra la Polonia e la Lituania. I rappresentanti arrivarono prima dei nobili polacchi a Cracovia e poi precedettero anche la regina Elisabetta madre di Edvige a Buda. Una delegazione polacca, formata da due emissari di Elisabetta e tre nobili, fu mandata in Lituania. Al ritorno della delegazione lituana, Jogaila confermò tutte le promesse, fatte in sua vece dalla delegazione in Polonia. Questa conferma prende oggi il nome di Unione di Krewo.

### Contenuto
Il documento, della lunghezza di 560 parole, era indirizzato alla regina Elisabetta e alla delegazione polacca. Jogaila descrisse brevemente la missione della delegazione lituana e, in cambio del matrimonio con Edvige, accettò le seguenti richieste:
- Cristianizzazione della Lituania: conversione di Jogaila, dei nobili lituani e di tutti i lituani pagani al cattolicesimo;
- pagamento di 200000 fiorini a Guglielmo I d'Asburgo come compenso per la terminazione del legame tra lui e Edvige;
- restituzione di tutti i territori persi in guerra dalla Polonia, in particolare i territori della Rutenia Rossa che Luigi I d'Ungheria annesse al Regno d'Ungheria;
- rilascio di tutti i 40000 o 45000 prigionieri di guerra cristiani polacchi tenuti dai lituani;
- annessione (in latino applicare) delle terre lituane e rutene alla Corona di Polonia.

L'accordo fu garantito dai sigilli dei fratelli di Jogaila, Skirgaila, Kaributas e Lengvenis, e del loro cugino Vitoldo. Poiché il documento conteneva promesse e garanzie solo da uno schieramento, lo storico lituano Jūratė Kiaupienė sostiene che non poteva essere un trattato conclusivo e che avrebbe dovuto esserci un altro documento che sancisse l'accordo.

## Conseguenze

### Matrimonio e conversione della Lituania
L'11 gennaio 1386 una delegazione polacca incontrò Jogaila a Vaŭkavysk e gli presentò un patto preelettorale, dichiarando che la nobiltà polacca era d'accordo nell'eleggerlo come nuovo re. L'elezione si concluse il 1º febbraio a Lublino. Jogaila e i suoi parenti arrivarono a Cracovia il 12 febbraio e tre giorni dopo furono battezzati da Bodzanta, vescovo di Gniezno, nella Cattedrale del Wawel. Il nuovo nome di battesimo di Jogaila, Ladislao, fu scelto in onore del bisnonno di Edvige, il re Ladislao I di Polonia, il penultimo Piast. Jogaila sposò Edvige il 18 febbraio e fu incoronato re di Polonia jure uxoris il 4 marzo. A causa della propaganda negativa di Guglielmo d'Asburgo e dei Cavalieri teutonici, il matrimonio non fu confermato da papa Urbano VI (1378-1389); solo papa Bonifacio IX (1389-1404) lo dichiarò legittimo.
Subito dopo il matrimonio e l'incoronazione, Edvige e Vitoldo marciarono verso la Galizia dove sconfissero le forze ungheresi e si assicurarono circa 97000 km² nella Podolia occidentale. Andrej di Polack, fratello maggiore di Jogaila, approfittò della sua assenza per rinnovare la lotta per il trono di Lituania. Andrej attaccò a sud-est di Polack, l'Ordine livoniano attaccò il Ducato di Lituania e Svjatoslav di Smolensk attaccò Mscislaŭ. La ribellione fu rapidamente sedata.
Alla fine del 1386 Jogaila tornò a Vilnius per portare a termine l'altra promessa fatta: convertire il Granducato al cattolicesimo. Portò con sé alcuni sacerdoti, istituì le prime sette parrocchie e, secondo Jan Długosz, tradusse personalmente il Padre nostro e il Credo degli Apostoli nella lingua lituana. I nuovi convertiti venivano battezzati in massa, con pochi insegnamenti, e venivano premiati con camicie di lana; questa frettolosità fu poi criticata al Concilio di Costanza. Il 17 febbraio 1387 Jogaila decretò che avrebbe costruito la Cattedrale di Vilnius e presentato una petizione al papa per istituire la diocesi di Vilnius, proposta premiata con possedimenti terrieri a Tauragnai, Labanoras, Molėtai. Altri due privilegi, emessi il 20 febbraio e il 4 marzo 1387, concedevano nuovi diritti ai nobili che si sarebbero convertiti al cristianesimo e concedevano a Vilnius i diritti di Magdeburgo. Ciò servì non solo come incentivo alla conversione, ma anche per equiparare i diritti nobiliari in Polonia e Lituania.

### Unione polacco-lituana
Jogaila lasciò il fratello Skirgaila come reggente in Lituania. Egli si dimostrò impopolare e la nobiltà lituana si risentì della crescente influenza polacca nello Stato. Vitoldo colse l'occasione per rinnovare la sua lotta per il potere e nel 1389 lanciò una nuova guerra civile in Lituania, che si risolse nel 1392 con la firma del trattato di Astrava: Vitoldo divenne granduca di Lituania, mentre Jogaila ottenne il titolo di Duca supremo. Vitoldo condusse affari interni ed esteri indipendentemente, ma collaborò con Jogaila. Un esempio celebre della cooperazione polacco-lituana fu, nell'ambito della guerra polacco-lituano-teutonica, la vittoria decisiva nella battaglia di Grunwald (1410) contro i Cavalieri teutonici. Le relazioni polacco-lituane e l'indipendenza di Vitoldo furono formalizzate dall'Unione di Vilnius e Radom (1401) e dall'Unione di Horodło (1413). Il granducato di Lituania mantenne così la sua sovranità. Solo l'Unione di Lublino (1569) creò un'unione permanente tra il Regno di Polonia e il Granducato di Lituania, dopo la quale fu istituito lo Stato federale conosciuto come Confederazione polacco-lituana. Infine, la Costituzione del 3 maggio 1791 dichiarò che entrambi gli Stati erano confluiti in uno solo, anche se ciò fu denunciato negli emendamenti del 20 ottobre (Garanzia reciproca di due nazioni). Ben presto si separarono formalmente, ma per la maggior parte del XIX secolo passarono sotto la Russia, anche se amministrativamente separati. All'inizio del XX secolo, entrambe stabilirono la propria indipendenza e da allora non sono più state insieme in senso formale.

## Giudizio storiografico

### Veridicità del trattato
Fino al ritrovamento del documento originale nel 1835 in un registro dell'Archivio del Capitolo della Cattedrale di Cracovia, l'Unione di Krewo era sconosciuta. Di solito, gli importanti documenti statali venivano archiviati presso l'Archivio della Corona. L'Unione di Krewo non era menzionata in nessun documento del tempo, né era citata dagli storici medievali. Nessuna cronaca o altra fonte scritta menzionava la riunione dell'agosto 1385 a Kreva. Questo ha portato l'avvocato lituano-statunitense Jonas Dainauskas a mettere in dubbio l'autenticità dell'atto nel 1975. Tuttavia, le sue affermazioni hanno ottenuto scarso supporto scientifico.

### Struttura politica dell'unione
Il termine latino applicare, che descrive la relazione tra Polonia e Lituania, ha suscitato le maggiori controversie e dibattiti accademici. Il termine non ha una definizione giuridica e forse è stato scelto deliberatamente per la sua vaghezza. Per questo motivo è soggetto ad ampie interpretazioni, che possono essere suddivise in tre categorie principali:
- La Lituania cessò di esistere come Stato sovrano e divenne una provincia della Polonia. Questa interpretazione è stata sostenuta dagli storici polacchi Feliks Koneczny (1862-1949), Anatol Lewicki (1841-1899), Henryk Łowmiański (1898-1984) e Ludwik Kolankowski (1882-1956). Questo punto di vista è stato interpretato in modo nuovo da Oskar Halecki (1891-1973), il quale sosteneva che la Lituania fu incorporata nella Polonia dal 1386 al 1401 e divenne feudo della Polonia fino al 1440.
- La Lituania divenne un feudo della Polonia. Questo punto di vista fu introdotto da Jan Adamus (1896-1962) nel 1932 e sostenuto da Henryk Paszkiewicz (1897-1979) e in parte da Oskar Halecki. I loro argomenti principali erano che uno Stato così grande non poteva diventare improvvisamente una provincia nella realtà e che il Granducato conservava la maggior parte degli elementi di sovranità.
- La Lituania e la Polonia erano unite da una unione personale. Questa visione è stata introdotta dagli storici lituani Adolfas Šapoka (1906-1961) e Zenonas Ivinskis (1908-1971). Essi sostenevano che la Polonia e la Lituania erano unite solo dal monarca.